# Église Saint-François-d'Assise de Santa Cruz de Tenerife
L’église Saint-François-d'Assise (espagnol : iglesia de San Francisco de Asís) est une église de la ville de Santa Cruz de Tenerife dans les îles Canaries (Espagne).
Il s'agit de la deuxième église la plus importante dans la ville après l'église Notre-Dame de la Conception. L'église est célèbre pour son art et pour être l'un des meilleurs exemples du baroque dans les îles Canaries.
L'église a trois chapelles et trois nefs: la chapelle principale, la chapelle de la Virgen del Retiro et la chapelle du Seigneur des Tribulations. Il conserve également quelques retables, l'autel principal est les images de Saint François d'Assise, l'Immaculée Conception et Saint Dominique de Guzmán.
À l'intérieur de l'église est la petite image du Seigneur des Tribulations (Señor de las Tribulaciones), dont la réputation parce qu'il a sauvé la ville d'une épidémie de choléra en 1893 après avoir effectué une procession dans les rues de la ville. Pour cette raison, il est considéré comme le protecteur de la ville et a le titre de "Seigneur de Santa Cruz".
Dans les retables latéraux beaucoup d'autres images religieuses sont conservées, parmi elles, une représentation de sainte Rita de Cascia (très vénérée dans toute la ville et l'île), une précieuse sculpture de saint Antoine de Padoue, le Sacré Cœur de Jésus, etc.

## Photos

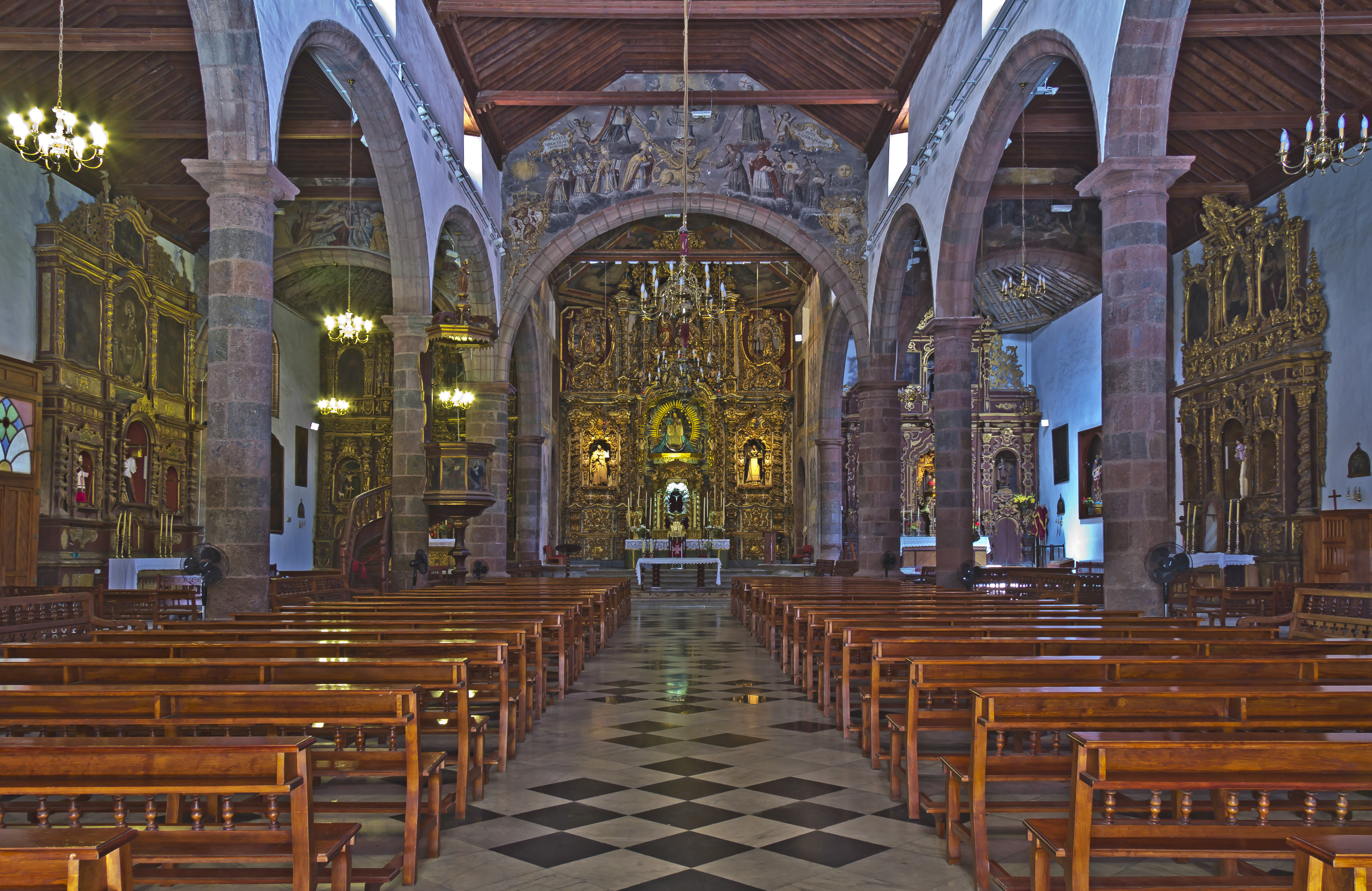
Intérieur de l'église.
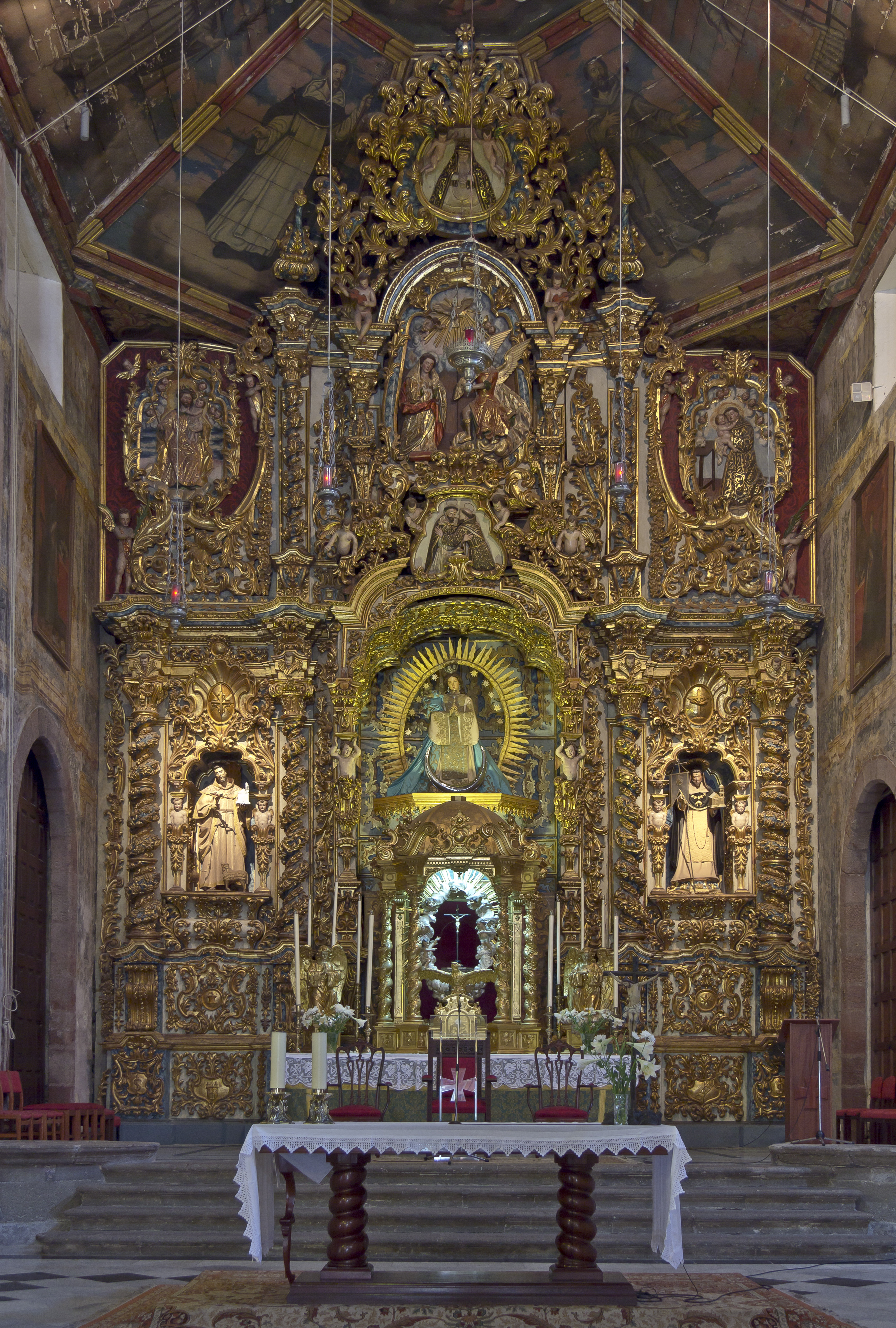
Maître-autel.
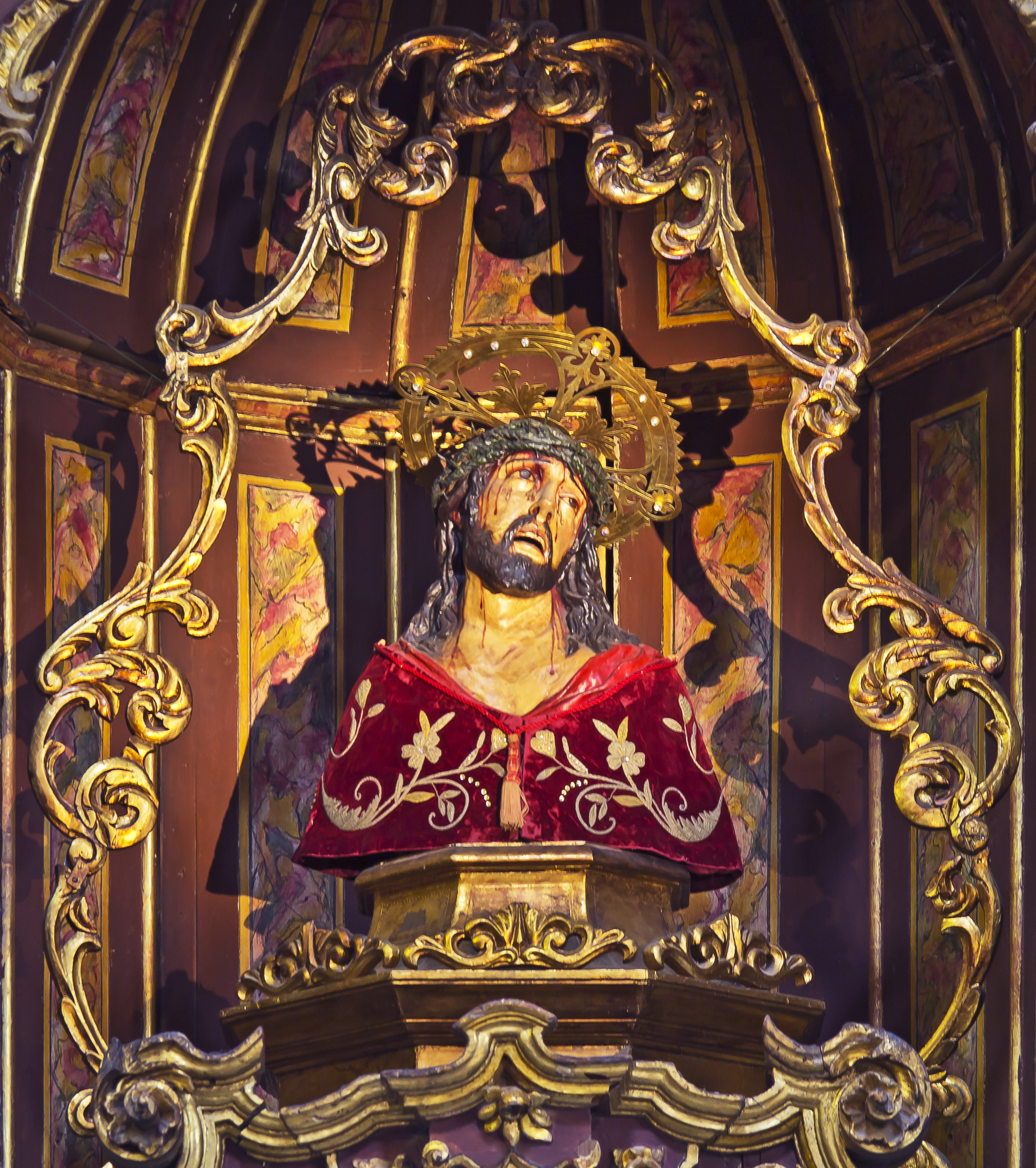
Seigneur des Tribulations.
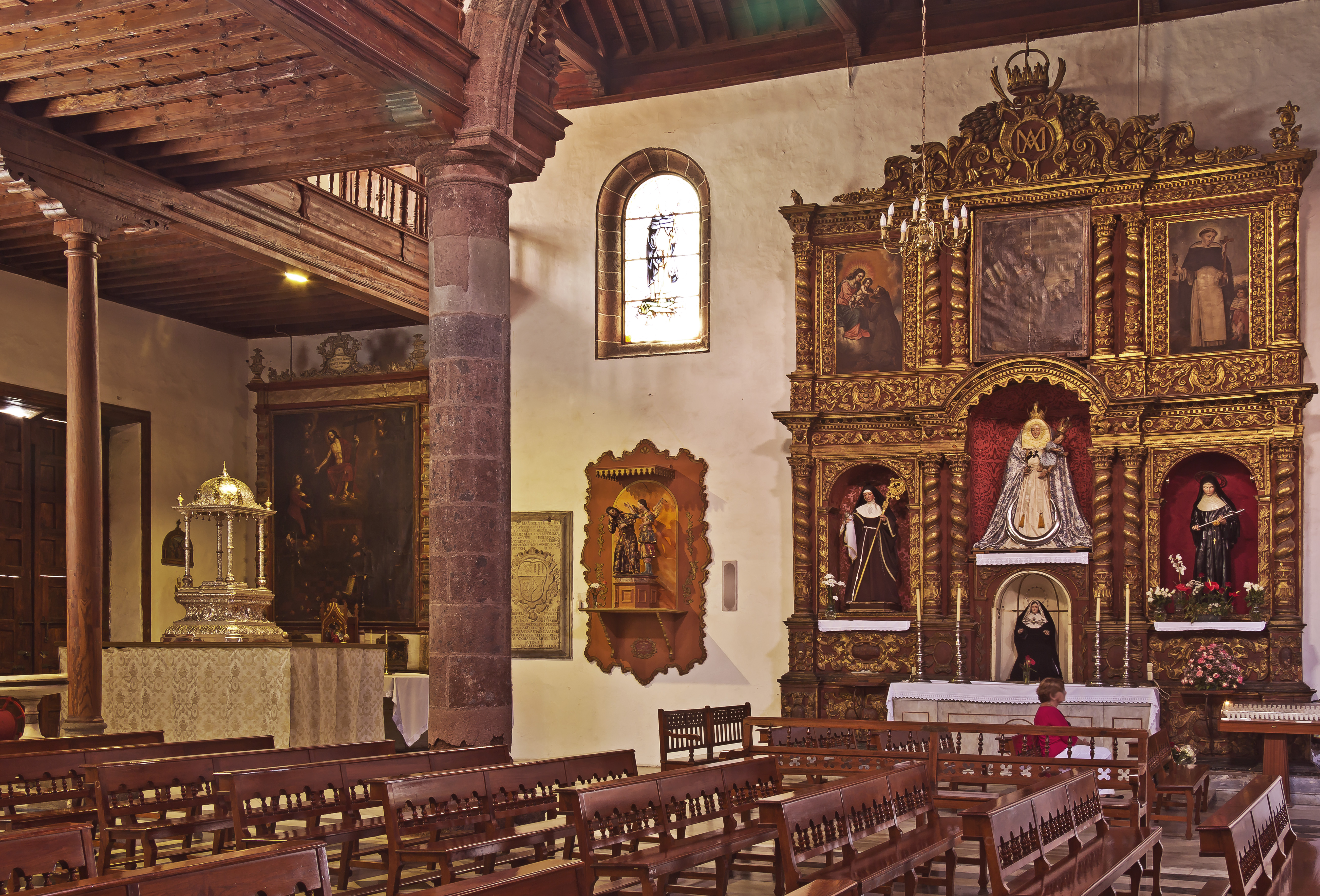
Navire latéral du temple.
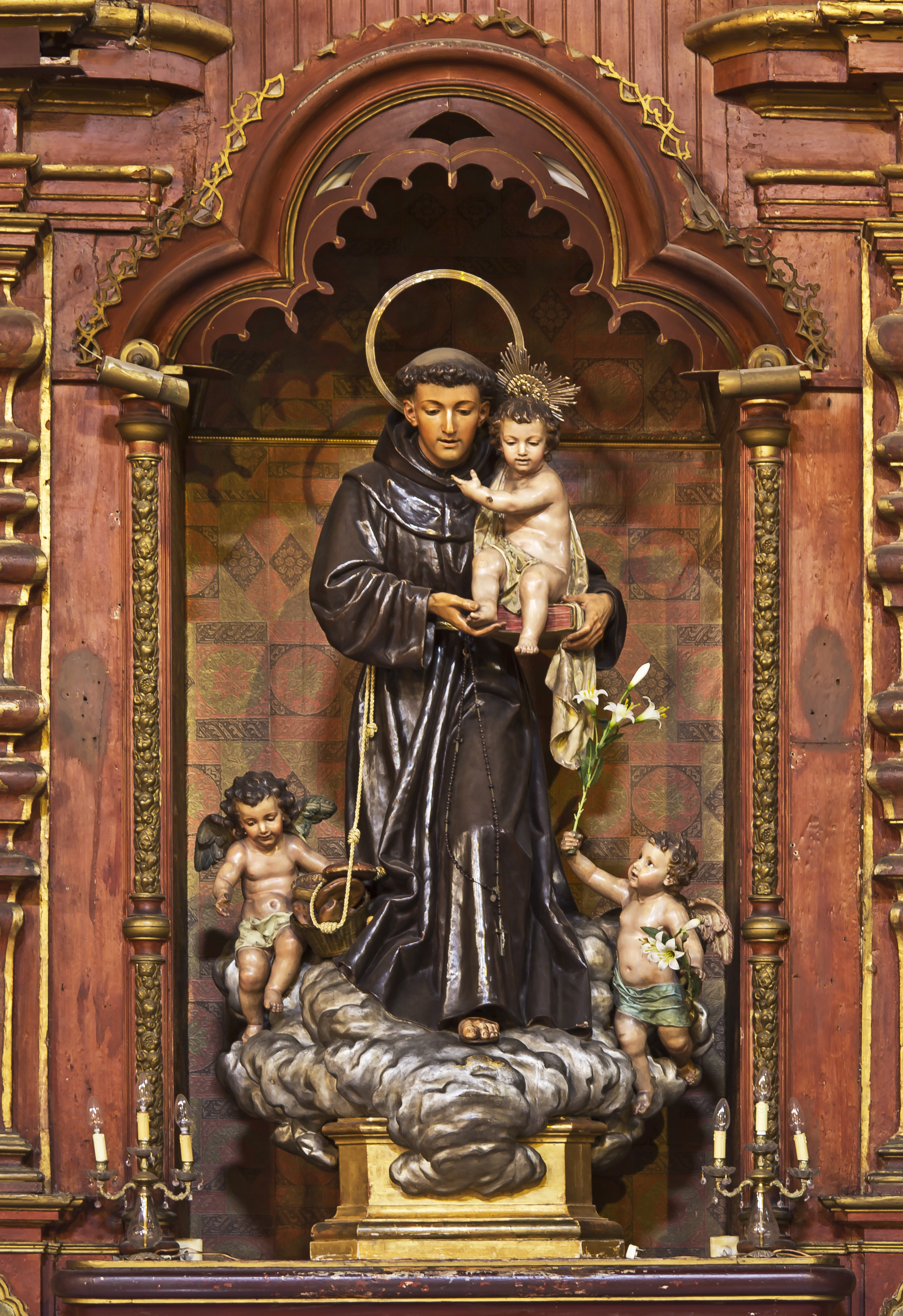
Saint Antoine de Padoue.
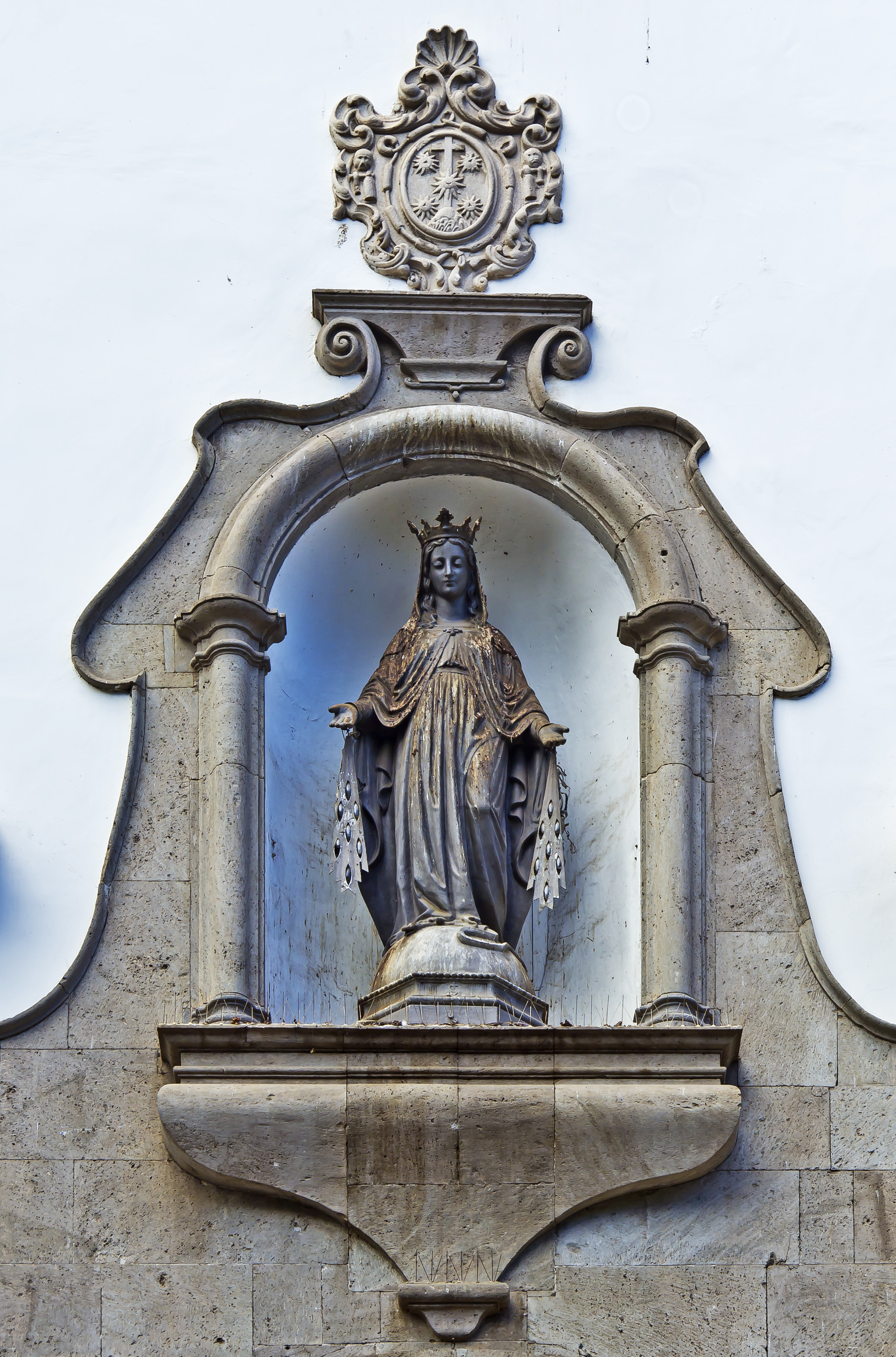
Notre-Dame-de-la-Médaille-miraculeuse sur la façade de l'église (extérieur).
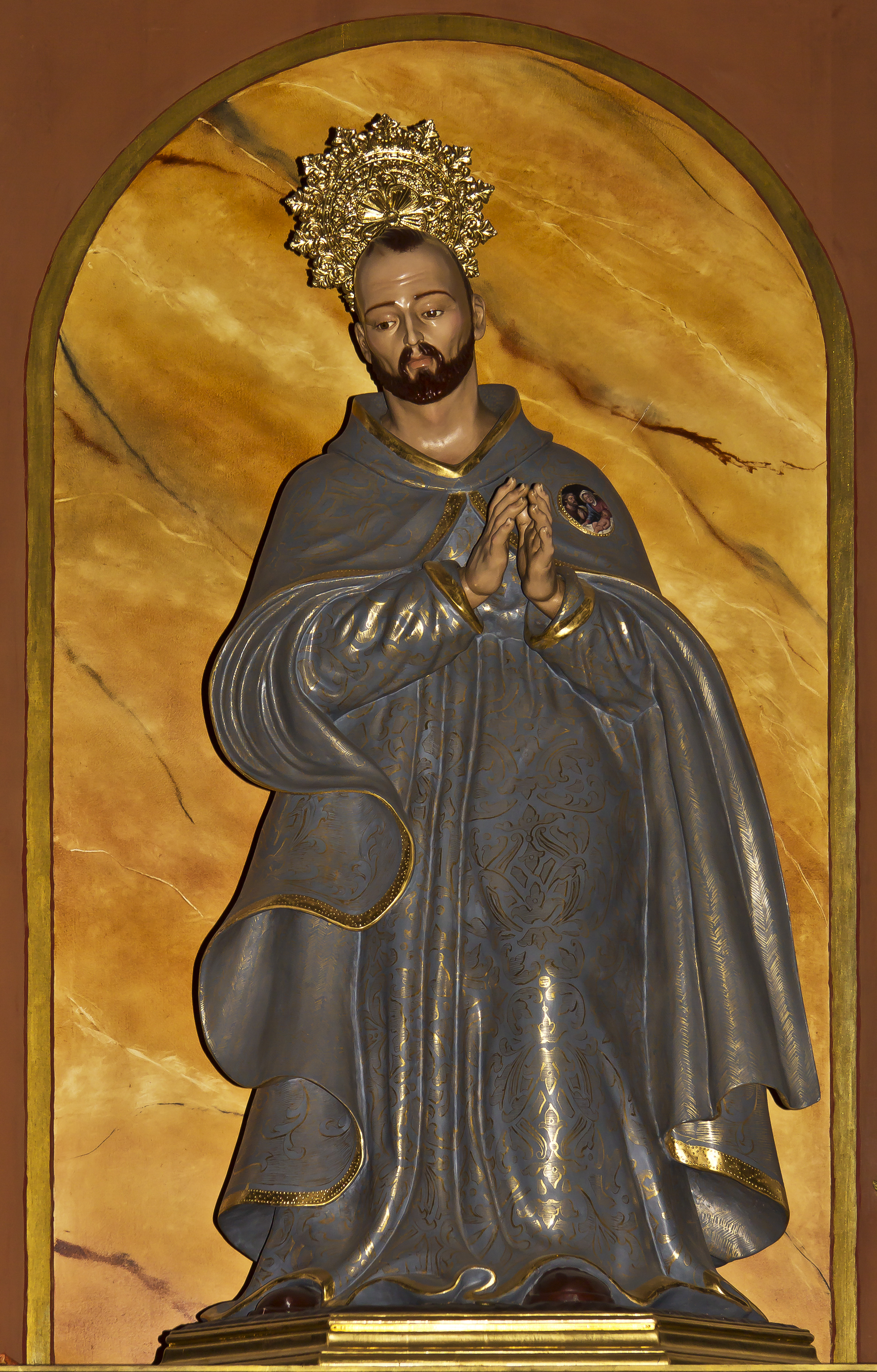
Saint Pierre de Betancur, premier saint canari.